# 스튜디오 1059
김정은의 스튜디오 1059는 TBN 강원교통방송(원주 FM 105.9㎒, 춘천 FM 103.7㎒, 강릉 FM 105.5㎒, 양양 FM 95.1㎒, 동해 FM 95.3㎒, 평창 FM 89.3㎒)에서 평일 아침 9시부터 오전 10시 55분까지 방송되는 강원권 지역의 아침 라디오 프로그램이다.

## 프로그램 소개
- 분주했던 아침이 지나고 찾아온 여유시간. 스튜디오 1059에서는 생활 속 다양한 정보와 편안한 음악을 선물해드립니다.

## 매일 코너
- 행복한 마음휴식 - 하루의 시작, 함께 나누면 좋을만할 이야기를 소개합니다.
- 오늘의 퀴즈 - 매일 다른 주제로 퀴즈도 풀고 상식도 높이는 시간

## 요일 코너

### 월요일
- 힙업보장 : 힙한 기운 충전! 최신음악 만나보기
- 강원전설, 이야기속으로 : 강원지역의 흥미진진한 전설 소개 (한국문화스토리텔링연구원 이학주 원장)

### 화요일
- 라디오청음회 명반공감 : 시대를 초월하는 명반을 감상하는 시간
- 라디오 북덕방 : 북튜버가 추천해주는 이주의 책(홍혜주 작가)

### 수요일
- 알통사전 : 알아두면 쓸데있는 교통사전!
- 숨은클래식 찾기 : 일상생활 속에 숨어있는 클래식 이야기(비올라로라)

### 목요일
- 강원 SPOTLIGHT : 이번주 주목할만한 강원도의 핫스팟 소개
- 다행 프로젝트 : 저출생 시대! 더 행복한 사회를 위한 프로젝트

### 금요일
- 너의 신청곡이 들려 : 신청곡을 들려드리는 시간